# シングルスピード

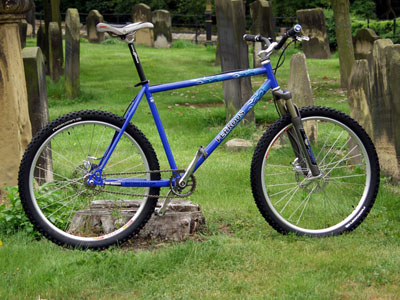
シングルスピードのマウンテンバイク

シングルスピード（single speed）とは自転車の一形態で、フリー機構を備え、変速機が無い物を示す。

## 概要
多くの意味があり
- 軽快車やBMXなど一般に変速機がない自転車。
- 単に固定ギアではないピストバイク。
- マウンテンバイクやロードバイクなど変速機付きが前提である車種で変速機が無いもの。シングルスピードはその前提に対するアンチテーゼ。

シングルスピードのスピードの意味は速度では無く変速機の段数と言う意味である。例として５段変速の事を５スピードと呼ぶ。そのため、速度が１種類に限定された自転車という意味では無い。
この種の自転車はダイヤモンドフレームのものがほとんどでフリーホイール機能の後輪を持ち、一枚ずつしかない前後のスプロケットがチェーンでつながれている。変速機がなくシンプルな構造をしており非常に頑丈、また安価で軽量。それでいて固定ギアのように扱いにくい事はない。また変速機つきの自転車に比べて同じ距離を走るならばシングルスピードの方が筋力、持久力のトレーニングとして効果が高い。余分なものを持たないシンプルな外見といった長所がある。しかしながら変速機がないので自分の身体に合ったギア比を知っておき、地形に合わせて選択できる事が好ましい。
変速機能のついた自転車と比べると特徴としてはハンドル幅が長く、クロスカントリー競技指向でもダウンヒルやフリーライドで使われるライズバーを装着している事が多い。またクランク長も長めのものを選択している。これはトルクをかける事ができるポジションやペダリングに対応している。
サイクルスピードウェイではこの自転車を使用して競技を行っており、短距離ダッシュを繰り返すためギアをショートにし、ハンドルバーはアップタイプを装着している。

### 固定ギアとの違い
フリーホイール機構の有無が違いである。部品としての「固定ギア」を備え、ペダルから車輪まで一切のフリー機構が無い物が自転車としての固定ギアである。
リアホイールの両面にそれぞれフリーホイールとコグを装備し、ホイールを反転させることでどちらの仕様にもできる物が多い。製品としては「シングルスピード、固定ギア兼用」であるが、走行時には完全にどちらかの仕様である。

### マウンテンバイクとシングルスピード
マウンテンバイクで効率よくオフロードを走るためには広いギア域が必要になる。しかし、近年ではシングルスピードのマウンテンバイクが着実にシェアを広げている。これは、マウンテンバイクの激しい性能向上がマウンテンバイクの醍醐味の一つである「オフロードを悪戦苦闘して走破する」という楽しみ方をスポイルしてしまうためである。そのため、非競技指向のライダーの中にはシングルスピードやフルリジッド（前後共にサスペンションを採用しない）などのシンプルな車体でオフロード走行を楽しむ層が存在する。また、近年ではプロ競技でもシングルスピード限定のレースカテゴリが現れている。

### 改造
変速機のあるフレームでシングルスピードを作り上げる事も可能で、乗らなくなった古い自転車を簡単に改造して楽しめるというのも魅力のひとつである。そのためには「チェーンテンショナー」と呼ばれる部品でチェーンの引っ張り強度をある程度保つ必要がある。チェーンテンショナーは市販もされているが、使わなくなったリアディレイラーでも代用が可能。ただしチェーンラインはきっちり合わせる必要があり、これを怠るとチェーンがはずれたりするので注意を要する。